# Xilitla
Xilitla è una municipalità dello stato di San Luis Potosí, nel Messico centrale, il cui capoluogo è la omonima località.
Conta 51.498 abitanti (2010) e ha una estensione di 398,44 km².

## Monumenti e luoghi di interesse

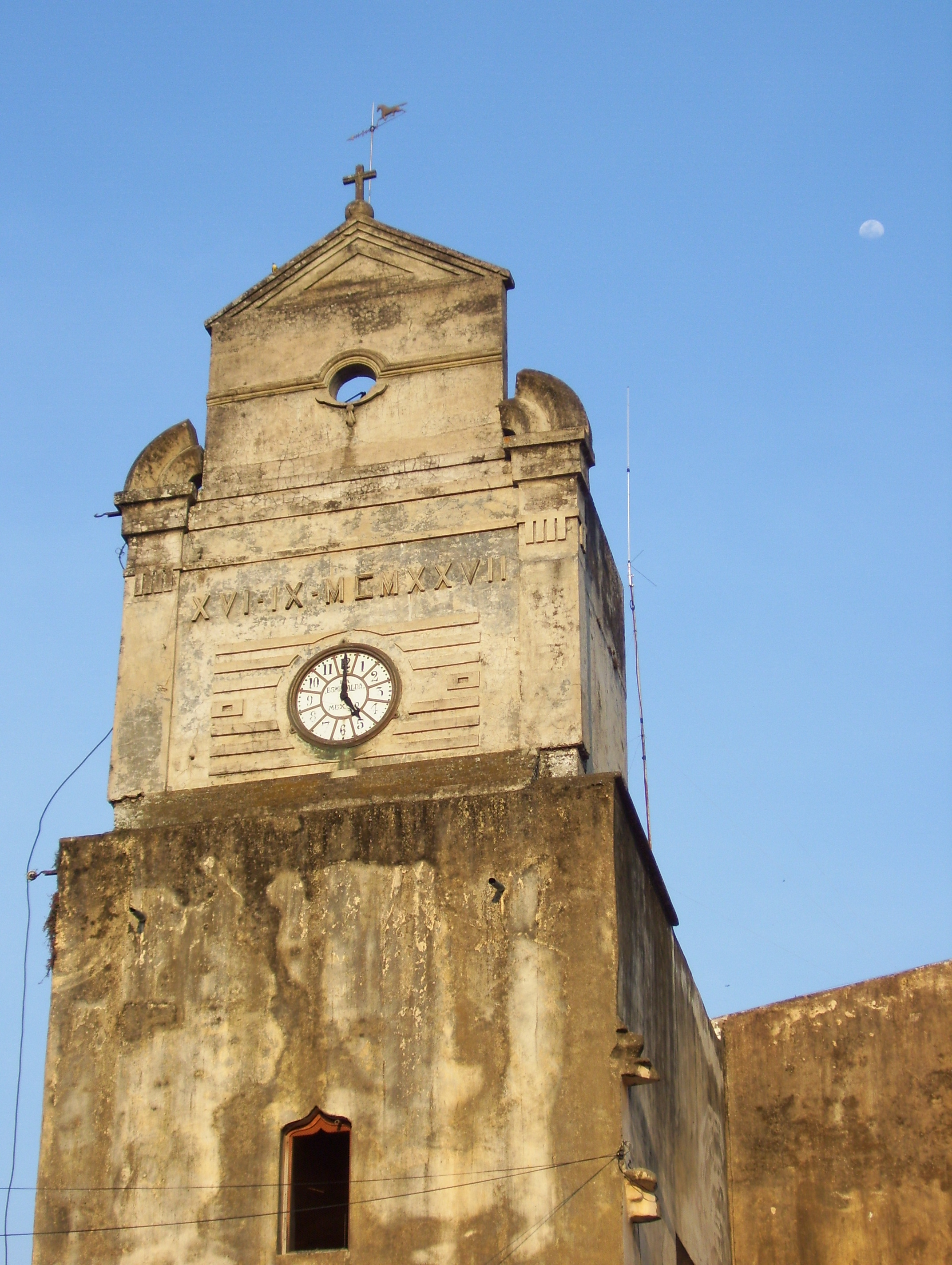
Chiesa di Sant'Agostíno, l'edificio più antico dello stato di San Luis Potosí, costruito tra il 1550 e il 1557.

- Chiesa e ex convento di Sant'Agostíno, costruito tra il 1550 e il 1557. Esempio di architettura monastica-militare.
- Las Pozas, giardino surrealista costruito dall'eccentrico artista inglese Edward James